# Arat
Arat [arát] (starogrško Άρατος ὁ Σολεύς: Aratos hó Eoleús), makedonsko-starogrški matematik, astronom, meteorolog, botanik in pesnik, * 315 pr. n. št., Sol, (Soli), Kikilija (danes Ciper), † 240 pr. n. št., Pela, osrednja Makedonija (danes Grčija).
Arat je leta 281 pr. n. št. napisal astronomski ep Pojavi (Phaenomena (Fainomena)), v 1154 šestomerih. Pesnitev temelji na Evdoksovem delu in vsebuje znanstveno snov, oživljeno z zanimivimi miti. Ep so večkrat prevedli v rimski književnosti. Skupaj z zgodovinarjem Hieronimom in Zenonom Kitijskim je živel na dvoru Antigona II. Gonata.
Okoli leta 260 pr. n. št. je imenoval razsuto kopico Jasli (Prezepe, M44, NGC 2632) »Majhna meglica«.